# Jerônimo Câmara
Jerônimo Américo Raposo da Câmara (Natal, 14 de novembro de 1843 — Natal, 26 de novembro de 1920) filho de José Lucas Soares Raposo da Câmara e Maria Leonor Raposo da Câmara, foi um político brasileiro. Foi o primeiro norte-rio-grandense que presidiu o Executivo, o Legislativo e o Judiciário.

## Carreira jurídica[1]
Diplomado Bacharel em Direito pela Faculdade de Recife (1868), pois na época não havia o curso de Direito no Estado do Rio Grande do Norte, antes de ingressar na magistratura estadual, ocupou os seguintes cargos:
- 1869 - Promotor Público em Mossoró depois em Açu.
- 1871 - Transferido para a comarca da Maioridade como Juiz Municipal e de órfãos.
- 1874 - Juiz Municipal e de órfãos em Pau dos Ferros.
- 1881 - Juiz de Direito em Trairi (Nova Cruz) sendo o instalador da comarca.
- 1888 - Juiz de Direito em São José de Mipibu.
- 1892 - Desembargador a 25 de junho e na organização do Tribunal, foi promovido quando da fundação do Tribunal o Primeiro Presidente, em 10 de julho de 1892 - dia da instalação do Tribunal de Justiça do Estado do Rio Grande do Norte.

Foi reeleito para o mesmo cargo de Presidente do Tribunal de Justiça
do Estado do Rio Grande do Norte, por mais 05 (cinco) vezes: em 10/01/1893,
09/01/1895, 08/01/1896, 20/01/1897 e 12/01/1898. No governo Ferreira Chaves o Desembargador Jerônimo Câmara foi com outros colegas, aposentado por Decreto em 25 de agosto de 1898. Os aposentados recorrem para o Supremo Tribunal Federal que, em acórdão de 16 de dezembro de 1899, declarou-os em disponibilidade, com garantias aos vencimentos atrasados e futuros.

## Carreira política
Foi Chefe de Polícia (corresponde atualmente ao cargo de Secretário de Estado da Segurança Pública) - de 18 de dezembro de 1886 até 10 de janeiro de 1887 e em 1888.
Depois da Proclamação da República, em 1892 foi eleito deputado Estadual para a Assembleia Constituinte estadual, tendo sido Presidente do Congresso Legislativo (como era chamada a assembleia estadual) . Como Presidente do Congresso estadual assumiu o Governo do Rio Grande do Norte de 22 a 28 de fevereiro de 1892, de 9 a 12 de maio de 1893 e de 18 a 25 de setembro de
1894, tendo sido governador do Rio Grande do Norte, de 8 de fevereiro a 10 de março de 1890, e de 22 a 28 de fevereiro de 1892.